# Sudband

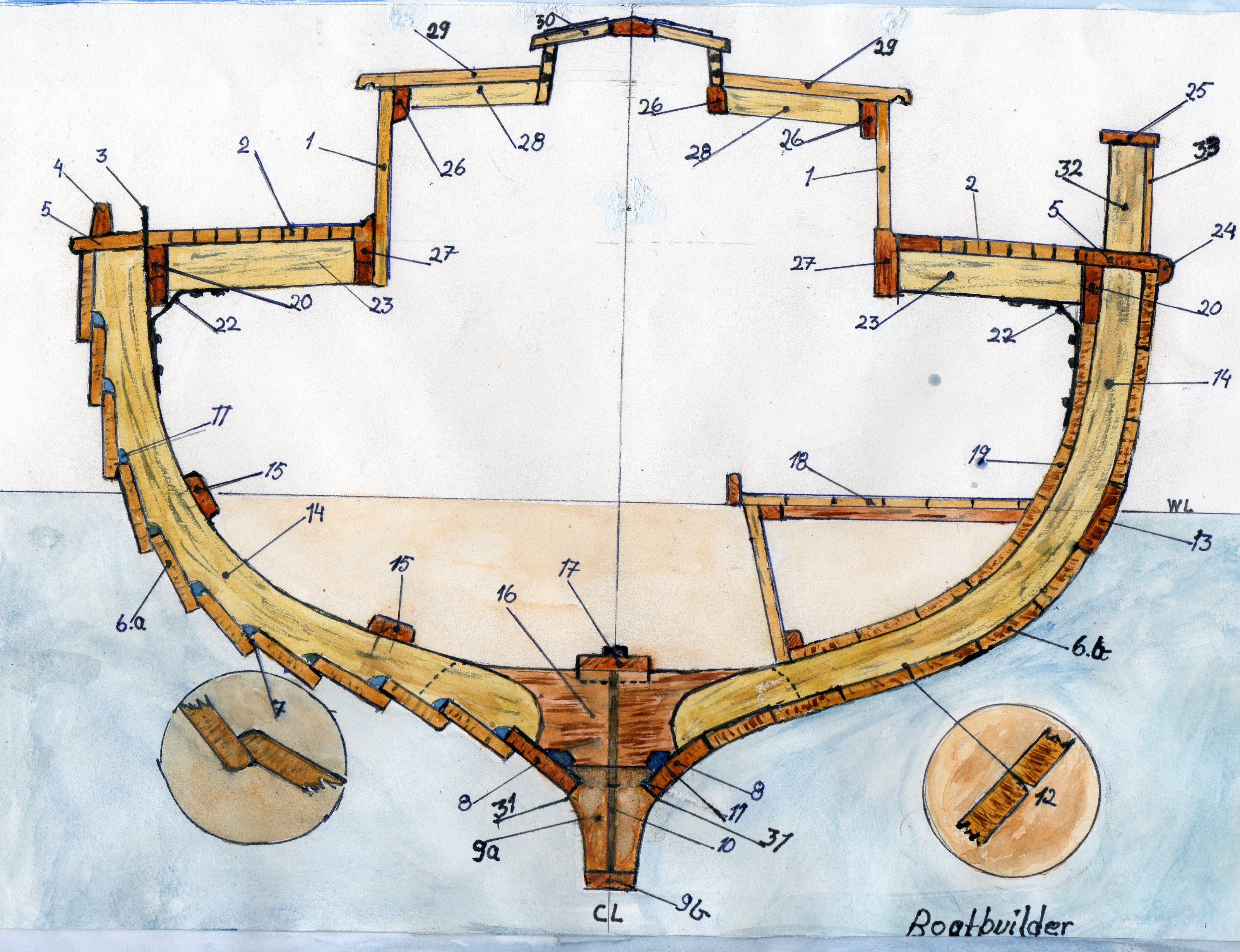
Sudbandet, i betydelsen avvisarlist, är utmärkt med 24 på här skissen, och berghultet med 13.

Sudband förekommer på öppna träbåtar och är en längsgående förstärkning från för till akter på bordläggningens insida för att fästa årtullar. Sudbandet kan även vara en halvrund list fäst mot den övre kanten av översta bordet för att fungera som avbärar- eller avvisarlist som skydd för bordläggningen.   
- Avvisarlist kan finnas på en del båtar fäst på bordläggningen för att skydda den, dessa sitter monterade akteröver ovanför vattenlinjen. Avvisarlisten kan vara klädd med en skena av metall.
- Berghult är en förstärkning i träfartygs vattenlinje, den består av att bordläggningen är grövre dimensionerad.